# Actinodaphne wightiana
Actinodaphne wightiana är en lagerväxtart som först beskrevs av Carl Ernst Otto Kuntze, och fick sitt nu gällande namn av Henry John Noltie. Actinodaphne wightiana ingår i släktet Actinodaphne och familjen lagerväxter. Inga underarter finns listade i Catalogue of Life.